# Drymobius chloroticus
La culebra corredora verdosa (Drymobius chloroticus)  es una especie de serpiente que pertenece a la familia Colubridae. Es nativo del México neotropical, Guatemala, El Salvador, Honduras, y Nicaragua. Su hábitat se compone de bosque montano húmedo, bosque premontano,  y sobre todo bosque nuboso en la cercanía de fuentes de agua. Su rango altitudinal oscila entre 500 y 2500 m s. n. m.. Es una serpiente terrestre y diurna que se alimenta principalmente de ranas.